# Hiroto Kyoguchi
Hiroto Kyoguchi (京口 紘人 Kyōguchi Hiroto?, 27 de Noviembre en 1993) es un boxeador profesional japonés. Es campeón mundial en dos categorías de peso. Manteniendo sus títulos en la  WBA (Super), The Ring Peso mosca ligero desde el 2018, y en  IBF Peso minimosca del 2017 al 2018.

## Carrera profesional

### Principios de su carrera
Kyoguchi tuvo su debut profesional contra Narathip Sungsut el 17 de abril, 2016. Ganó la lucha en la segunda ronda por knockout. Esta victoria se siguió con cuatro victorias consecutivas nocaut donde derrotó a Taweechai Yuyuet en la primera ronda con un knockout técnico. Kenichi Miyazaki fue derrotado en la tercera ronda por TKO, Michael Camelion con un knockout de 33 segundos y Junuel Lacar con un knockout en la tercera ronda.
El 28 de febrero de 2017, se organizó una sexta pelea contra  Armando de la Cruz para el título PBF de peso mínimo. donde la lucha por knockout en la tercera ronda. Kyoguchi tenía programado defender su título de OPBF contra oponente Jonathan Refugio, el 25 de abril de 2017 donde se vio vencedor por decisión unánime con puntuaciones de 117-111, 118-111, 119-109 a favor de Kyoguchi.

### IBF Campeón de peso Mini mosca

#### Kyoguchi Vs. Argumedo
El 23 de Julio, 2017, se organizó la  pelea entre Kyoguchi y el vigente campeón IBF Peso minimosca Jose Argumedo. Debido a su carencia de experiencia profesional y de luchas titulares, Kyoguchi se vio como el desvalido contra  Argumedo.
La lucha en sí fue una pelea desorganizada, con muchos agarres y resbalones. Kyoguchi consiguió el único knockdown por derribo durante la novena ronda, donde cayó  Argumedo con un gancho de izquierda. Kyoguchi ganó la lucha por decisión unánime, dos jueces le anotaron la puntuación 116-111  mientras el tercer juez anotó una puntuación de 115-112 en favor de Kyoguchi. Desde entonces, es el único boxeador Japonés que consigue el título en tan solo un año y 3 meses.  

#### Kyoguchi Vs. Buitrago
El 31 de diciembre de 2017, Kyoguchi tenía previsto defender su título IBF mini-flyweight contra el previo campeón de la WBO y de la Federación Internacional de Boxeo peso (minimosca) Carlos Buitrago. 
La pelea fue el evento principal junto a Ryoichi Taguchi vs Milan Melindo.
Kyoguchi, estableció distancia con su golpeo al comienzo de la lucha y empezó dañando su oponente con una combinación de golpes body-head. Kyoguchy ganó la pelea con un Nocaut técnico en la octava ronda.

#### Kyoguchi Vs. Paras
El 20 de Mayo, 2019, Kyoguchi tenía previsto defender por segunda vez, su título IBF Peso minimosca contra el quinceno titular IBF de peso mosca ligera, Vince Paras. Será la segunda vez que pelea en la preliminar de Hekkie Budler.
Kyoguchi le entregó a Paras su primera pérdida profesional, cuando ganó la pelea con una decisión unánime mayoritaria, los tres jueces le anotaron una puntuación de 117-110 en favor a Kyoguchi.
El 27 de julio de 2018, Kyoguchi declaró que dejaría su título IBF, puesto que ya no estaba seguro de que podía alcanzar  peso minimosca. Oficialmente, cesó su título el 11 de Agosto, 2018.

### Campeón WBA Y The Ring peso mosca-ligera

#### Kyoguchi Vs. Budler
El 31 de diciembre de 2018, Kyoguchi peleó contra el campeón  de la WBA (Super) y The Ring peso mosca-ligera Hekkie Budler. Compitió en el preliminar de Donnie Nietes y Kazuto Ioka, y fue su segunda pelea fuera de Japón. Kyoguchi fue favorito sobre Budler en esa lucha.

#### Kyoguchi Vs. Satanmuanglek
En 2019, el 29 de julio, Kyoguchi peleó contraSatanmuanglek CP Freshmart para defender su título, compitiendo en el preliminar de Kazuto Ioka vs Aston Palicte. A pesar de que Satanmuanglek había competido en algunos títulos mundiales de muay thai, este sería su primer título mundial de boxeo. Durante la pre lucha, en la rueda de prensa, Kyoguchi declaró su deseo de pelear con su compatriota y compañero   Kenshiro Teraji compitiendo en la categoría de peso mosca-ligera por el título del mismo.
Kyoguchi venció a Satanmuanglek por decisión unánime, dos jueces anotaron una puntuación de 117-111 a su favor mientras el tercer juez anotó 117-112 para Kyoguchi.

#### Kyoguchi Vs. Hisada
El 1 de octubre de 2019, Kyoguchi defendió su título de WBA (Super) y The Ring LIght-Flyweight por segunda vez en una pelea contra Tetsuya Hisada. Para Hisada, esta sería su primera pelea titular de 46 peleas profesionales.
Kyoguchi surgió como favorito.
Logró un Knockdown en la en la ronda nueve, pero fue incapaz del K.O. Ganó por decisión unánime con una puntuación de 115-112, 116-111, 117-110.
El 3 de noviembre de 2020 Kyoguch peleó contra Thanongsak Simsri para defender por tercera vez su título WBA.
Simsri era entonces el undécimo contendiente del WBA peso mosca-ligera. El 2 de noviembre de 2020, un día antes de la pelea, Kyoguchi anunció que sería incapaz de luchar, ya que su entrenador y él habían contraído Covid-19.

#### Kyoguchi Vs. Vega
El 13 de marzo de 2021 estaba programada la pelea por la defensa del título WBA (Super) y The Ring peso mosca-ligera, donde Kyoguchi compitió peleando contra Axel Aragón Vega, en el preliminar de Juan Francisco Estrada  y Román González. Este fue su debut Estadounidense, Kyoguchi firmó un contrato de multi-lucha Matchroom Boxeo, quien se hará el encargado de promocionar a Kyoguchi en sus peleas en el extranjero. Será la primera pelea que tendrá Kyoguchi después de un año y medio de inactividad, tras haberse retirado de la pelea contra Simsri, por haber contagiado síntomas de COVID-19.

#### Kyoguchi Vs. Bermudez
El 10 de junio de 2021, Kyoguchi se vio obligado a luchar contra el campeón de la WBA Esteban Bermudez  por órdenes de la asociación WBA. Aun así, el 16 de septiembre, DAZN anunció que Bermudez defenderá su título contra el imbatido Jesse “Bam” Rodriguez. Más tarde, WBA confirmó que Bermudez estaba todavía atado a la pelea con Kyoguchi y su lucha con Rodriguez fue negada.